# Steve Raible
Steven Carl Raible (* 2. Juni 1954 in Louisville) ist ein US-amerikanischer Moderator, Autor und ehemaliger American-Football-Spieler. Er spielte auf der Position des Wide Receiver für die Seattle Seahawks in der National Football League (NFL).

## Footballkarriere
Football spielte er zuerst an der Trinity High School, wo er 1993 auch in die örtliche Ruhmeshalle aufgenommen wurde, Im Anschluss ging er an das Georgia Institute of Technology, wo er College Football spielte.
Nachdem er dort abgeschlossen hatte, ging er 1976 zum NFL Draft, wo er von den Seattle Seahawks als 31. Spieler der zweiten Runde (59. Gesamt) ausgewählt wurde. Dort spielte er bis 1981 sechs Saisons und verpasste nur ein Spiel.

## Moderatorkarrierre
Nach Beendigung seiner Spielerkarriere wurde Raible Sportreporter für den Lokalsender KIRO-TV und teilte sich den Job als Co-Moderator für die Nachrichten. Seit 2004 ist er Radiokommentator der Seahawks-Spiele (die „Stimme der Seahawks“) für den Radiosender KIRO 7, wo er vor allem für seine Schlagwörter „Are you kidding me?!“ und „Holy catfish!“ bekannt ist. Raible moderiert auch TV-Übertragungen von Speedbootrennen und Flugshows. Anfang 2020 gab er seinen Rücktritt von Kiro 7 bekannt, bleibt aber Kommentator der Seahawks-Spiele.
In seiner Karriere als Nachrichtenmoderator erhielt er fünf Northwest Emmy Awards, darunter zwei in der Kategorie „Bester Moderator“.

## Werke
- Steve Raible und Mike Sando: Tales from the Seattle Seahawks Sideline: A Collection of the Greatest Seahawks Stories Ever Told. Skyhorse Publishing Inc., New York 2012, ISBN 978-1-61321-385-8.